# Kloster Amorbach

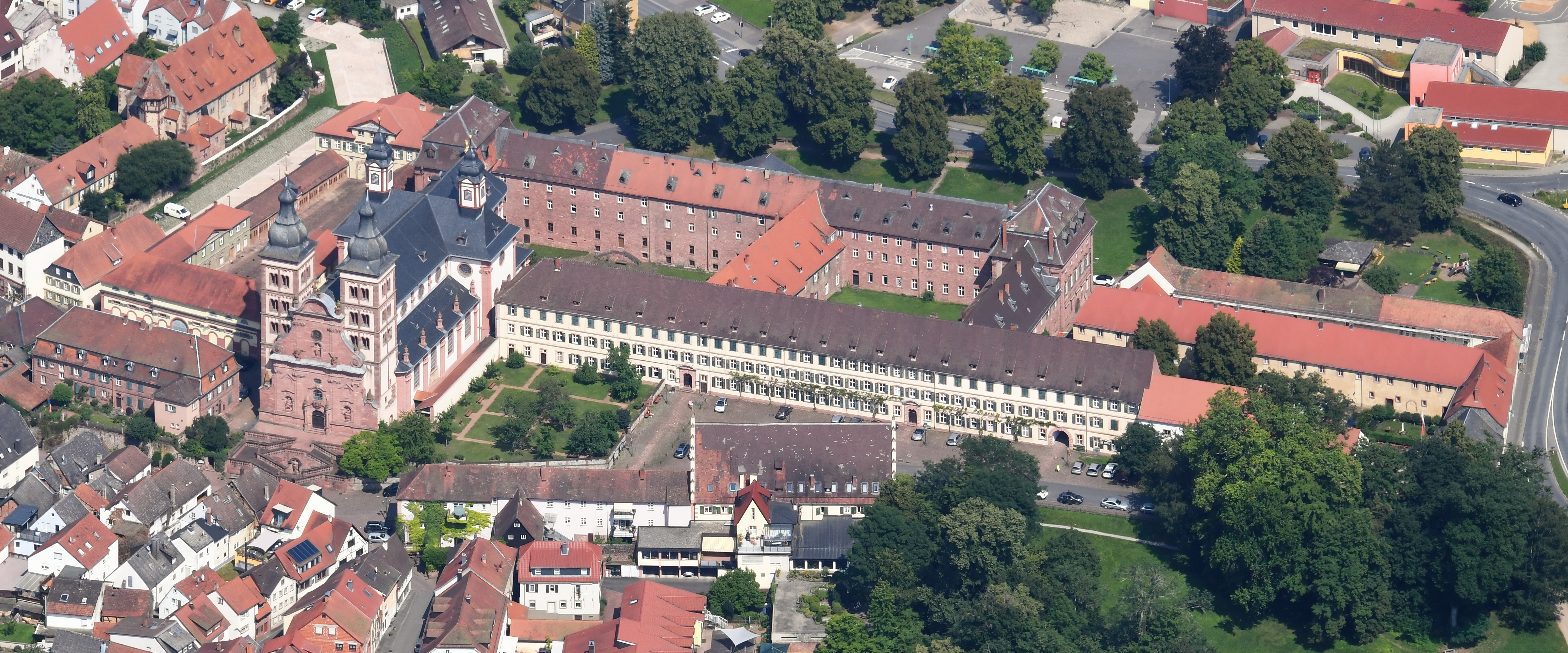
Luftbild des Klosters

Das Kloster Amorbach (lat. Monasterium vel Abbatia Amerbacensis; Patrozinium: B.M.V.) im Odenwald ist eine ehemalige Benediktinerabtei und eine der frühesten Klostergründungen im mainfränkischen Raum. Die Abtei lag in Amorbach und wurde 1803 im Rahmen der Säkularisation aufgehoben. Seit 1803 gehören die Gebäude und Ländereien den Fürsten zu Leiningen.

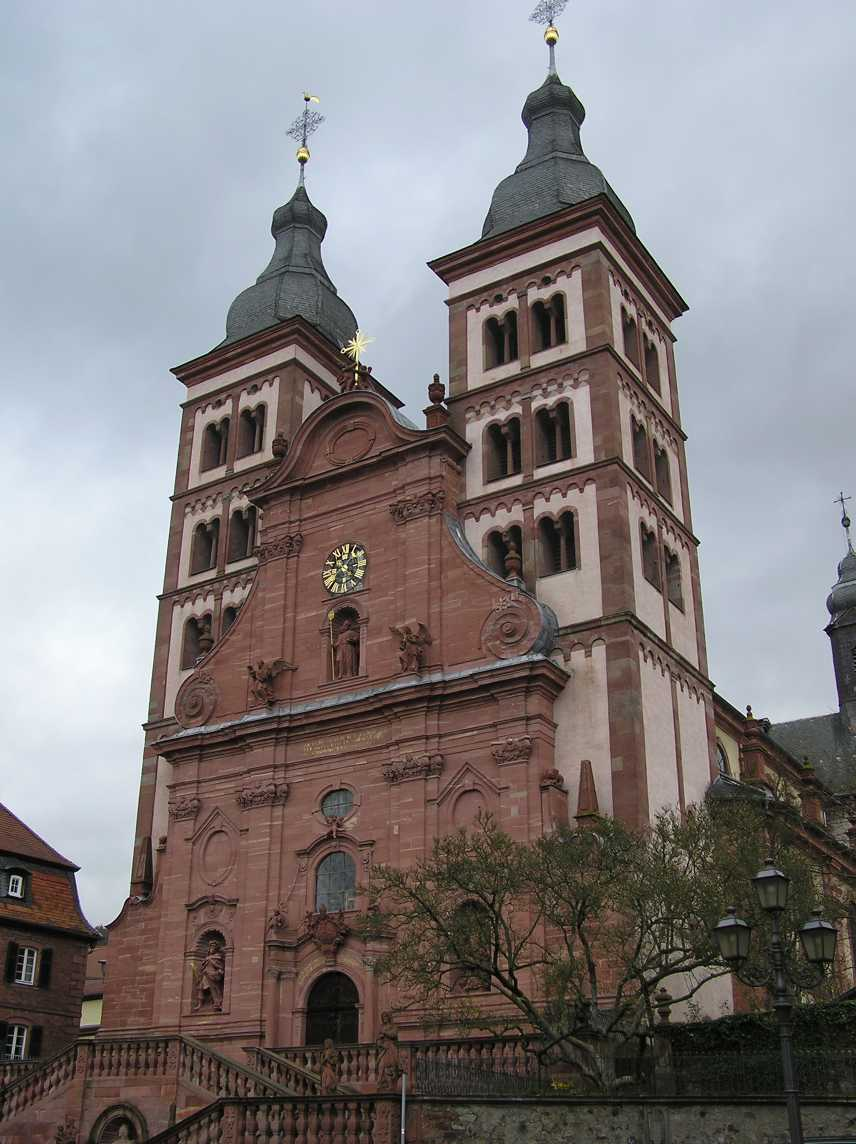
Abteikirche und Teile der Klosteranlage

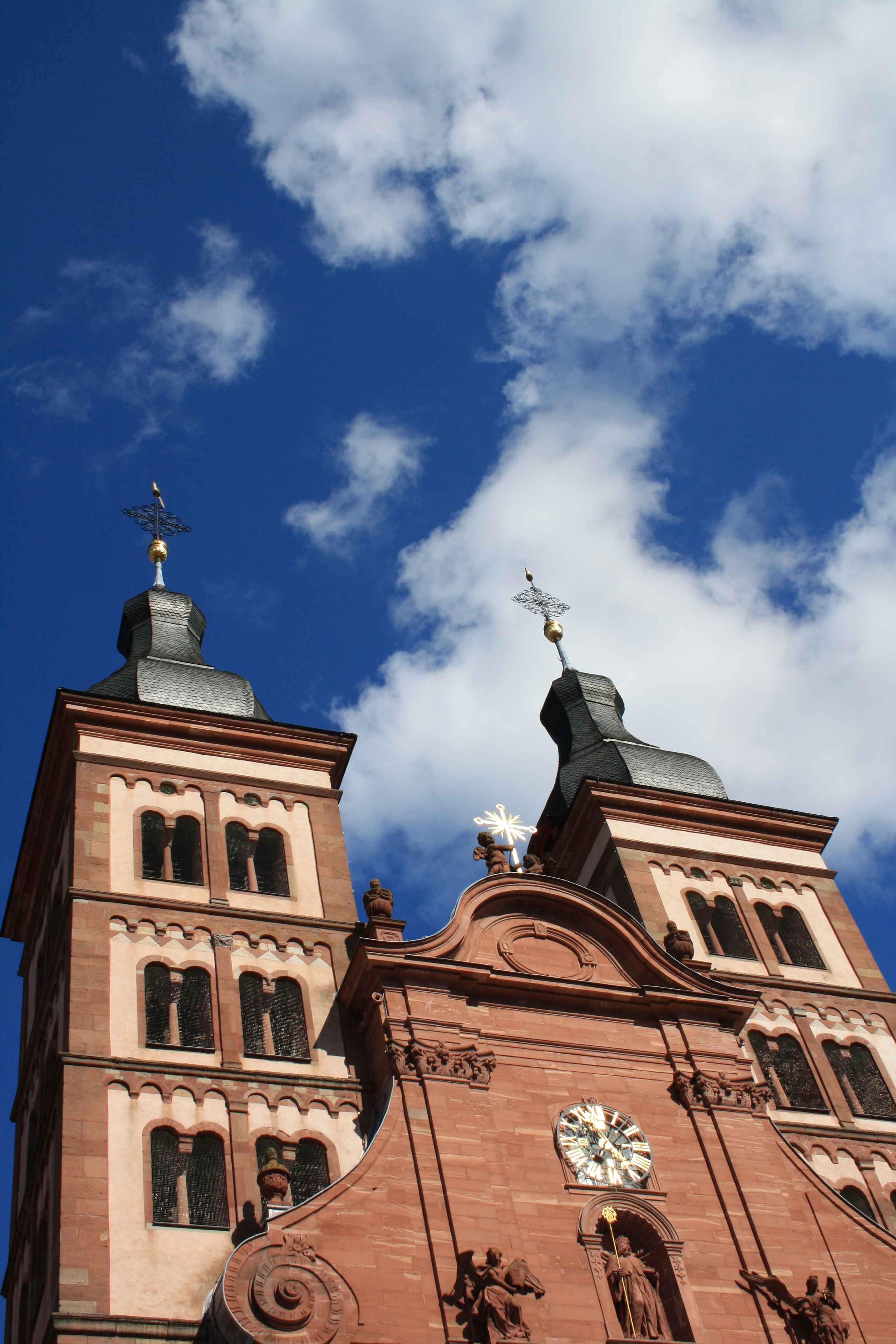
Die Türme der Klosterkirche

Vier Benediktinerklöstern war von der fränkischen Zentralgewalt der Karolinger die Aufgabe zugewiesen, das unbesiedelte Waldgebiet des Odenwaldes zu erschließen: das Kloster Lorsch von Westen her, das Kloster Fulda von Norden, das Kloster Amorbach von Osten und das Kloster Mosbach von Süden. Das Kloster Amorbach hatte die größte Bedeutung für die kirchliche, kulturelle und wirtschaftliche Entwicklung im östlichen Odenwald.
Patrozinium: St. Maria; Nebenpatrone: Simplicius, Faustinus, Beatrix.

## Geschichte
Die Ursprünge des Klosters liegen im Dunkeln. Als gesichert kann gelten, dass es sich bei Amorbach um eine vorbonifatianische Gründung handelt, die von dem Humanisten und Abt Johannes Trithemius dem heiligen Pirmin zugeschrieben wurde. Die jüngere Forschung geht eher davon aus, dass das Kloster durch iro-schottische oder iro-fränkische Mönche gegründet worden ist. Die klösterliche Haustradition jedenfalls datierte die Gründung auf das Jahr 734. Werner Eichhorn hat 1969 ein Nekrologium (von 767 bis 1838) der Abtei Amorbach in den Würzburger Diözesangeschichtsblättern 31 aus dem Jahr 1969 veröffentlicht. Das lässt darauf schließen, dass das Kloster Amorbach 767 gegründet wurde.
Im Jahr 1734 feierte man acht Tage lang das tausendjährige Bestehen. Das Kloster liegt an der Kreuzung des uralten Fernverkehrsweges vom Mainknie beim heutigen Miltenberg nach Bad Wimpfen am Neckar mit der Straße, die von Worms am Rhein durch den Odenwald nach Würzburg führt. Die Aufgabe der Mönche bestand über Jahrhunderte in der Rodung und Besiedlung eines riesigen Waldgebiets, der Vertiefung des Christentums im ostfränkischen Raum und der Förderung des fränkischen Reichsgedankens. Der durch Schenkung erworbene Grundbesitz und vielfältige Rechte in zahlreichen Dörfern im altbesiedelten Bauland sicherten zunächst die wirtschaftliche Grundlage.
Noch vor dem Jahr 800 begab sich Kloster Amorbach in den unmittelbaren Schutz Karls des Großen, es wurde Königskloster. Im 9. Jahrhundert war Amorbach an der karolingische Mission in Sachsen beteiligt und drei Äbte des Klosters wurden zugleich Bischöfe: So wurden die Äbte von Amorbach und der Benediktinerabtei Neustadt am Main in das erst 804 unterworfene und gewaltsam christianisierte Sachsen als Bischöfe in Verden an der Aller entsandt (bis um 831). Spatto war Bischof in Verden (Fest: 16. Dezember) und gleichzeitig in Personalunion Benediktinerabt der Klöster Amorbach und Neustadt am Main (Abt von 810 bis 823). Etwa 882 verlieh wohl Kaiser Karl dem Kloster Amorbach zudem die Immunität. Dennoch wurde es gut einhundert Jahre später Würzburgisches Eigenkloster.
Nach 950 nahm das Amorbacher Kloster, die ihm vom Kloster Lorsch vermittelte Gorzer Reform an. Dem Würzburger Bischof gelang es im Jahr 993 durch Vorlage gefälschter Urkunden, dass König Otto III. Amorbach (zusammen mit vier weiteren Klöstern in Franken) seiner Oberhoheit unterstellte. Das Amorbacher Kloster musste umfangreichen Besitz im Bauland an die Würzburger Bischöfe abtreten, die ihre Ministerialenfamilien mit dem Klostergut belehnten. Das Kloster Amorbach gründete die ersten selbständigen Pfarreien: Buchen, Walldürn und Bödigheim.
Um das Jahr 1000 erhielt das Kloster wahrscheinlich Grundbesitz vom Kloster Lorsch. Etwa 1010 wirkte der Mönch Theoderich von Fleury in Amorbach, dessen Schrift libelli de consuetudinibus et statutis monasterii Floriacensis den bedeutenden Abt Richard (1012–1039) inspirierte seinerseits den Ordo Amerbacensis zu schaffen, den er mit nach Fulda brachte und der als Vorbild des erneuerten mönchischen Lebens galt. Richard war ab 1018 gleichzeitig Abt im Kloster Fulda. Dem Kloster Amorbach wurde die königliche Waldmark, die spätere Zent Amorbach, verliehen. Die Amorbacher Abtei stellte auch die ersten Mönche für das 1015 gegründete Benediktinerkloster auf dem Bamberger Michaelsberg.
Abt Ezzelin (1039–1091) erwarb in seiner langen Amtszeit nach 1050, den Mudauer Odenwald (ca. 100 km2), das Waldland zwischen dem Rande des besiedelten Landes im Osten und der Itter im Westen. Veräußert musste diesen silva Otinwalt der Inhaber der Burg Lohrbach haben, dessen Rechte auf das Reich zurückgingen. Der Wald wurde später (1271) zur Zent Mudau zusammengefasst. Unter Führung des Klosters in Zusammenarbeit – oft auch in Konkurrenz – mit dem benachbarten Adel wurde durch planmäßig angelegte Rodungen das menschenleere Gebiet besiedelt (Hufensiedlungen).

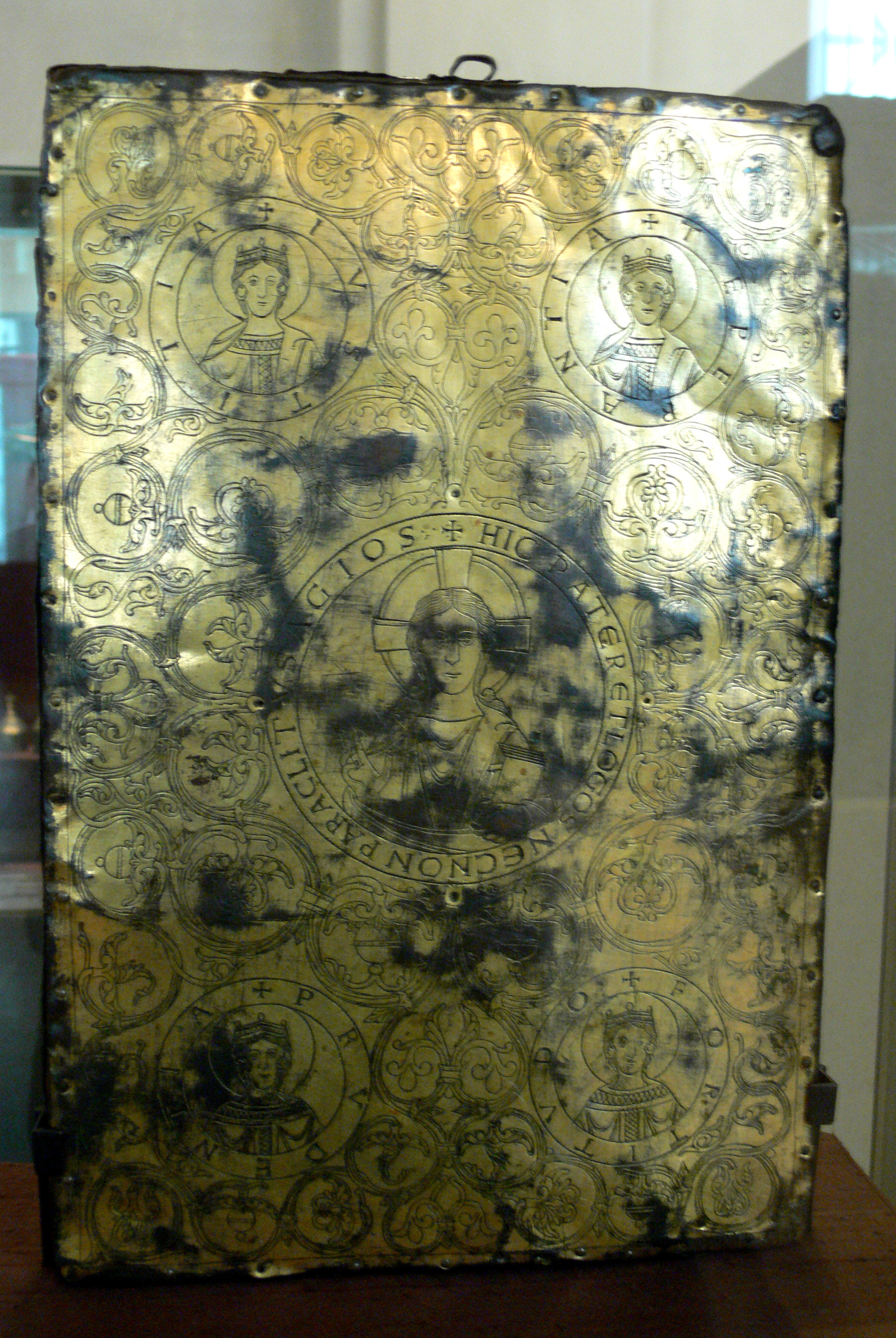
Watterbacher Tragaltar, um 1020

Im 11. Jahrhundert entstand der Watterbacher Tragaltar, eine bedeutende Goldschmiedearbeit des frühen 11. Jahrhunderts, heute im Bayerischen Nationalmuseum, ursprünglich wohl für Amorbach geschaffen. Im 11.–12. Jahrhundert wurde der Klosterbesitz durch Schenkungen und Ankäufe erweitert. Die Amorbacher Traditionsnotizen entstanden um 1100. Sie sind eine der wichtigsten Quellen zur hochmittelalterlichen Geschichte des hinteren Odenwalds und das älteste Besitzverzeichnis des Klosters Amorbach. Güter in 52 Orten der Region sind hier aufgeführt.
Bereits im frühen 12. Jahrhundert wurde eine romanische Turmfront an die karolingische Amorbacher Basilika angebaut. Ab etwa 1130 schloss sich die Abtei dann der Hirsauer Reformbewegung an. Damals war der Würzburger Hochstiftsvogt Graf Gotebold II. von Henneberg Obervogt des Klosters. Sein Sohn war höchstwahrscheinlich jener Amorbacher Abt Gotebold, der 1138 eine dem Heiligen Godehard von Hildesheim gewidmete Kirche auf dem nahen Frankenberg/Gotthardsberg durch den Würzburger Bischof weihen ließ. 1144 besuchte König Konrad III. die Abtei, deren Obervogtei er von dem verstorbenen Henneberger Graf Gotebold übernahm. Wie weiter erschlossen werden konnte, ließ der Stauferkönig auf Klosterbesitz am nahen Main zur Verkehrsbeherrschung durch Angehörige der edelfreien Herren von Weinsberg zwei Burgen errichten. Ihre Namen Frohburg (Vorgängerin der Freudenburg) und Mildenburg bringen offensichtlich die Dankbarkeit der beiden Weinsberger gegenüber König Konrad zum Ausdruck und rühmen seine Milde, die sie 1140 bei der Kapitulation der Burg Weinsberg im Zusammenhang mit der weltberühmten Weibertreu-Begebenheit erfahren hatten.
1168 übertrug Kaiser Friedrich Barbarossa die Klostervogtei Rupert II. von Frohburg, der sich ab 1171 nach seinem Amtssitz in Dürn (Walldürn) nannte und zum Stammvater der Herren von Dürn wurde, die für rund ein Jahrhundert über großen Besitz im Odenwald-Tauber-Neckar-Raum verfügten.
1256 wurde die Pfarrei Bödigheim dem Kloster Amorbach eingegliedert. 1272 verkaufte Ulrich von Dürn die Stadt Amorbach mit der Vogtei über das Kloster an den Erzbischof Werner von Mainz. Die weltliche Hoheit ging an das Erzstift Mainz über, die kirchliche Hoheit blieb beim Bischof von Würzburg. Bischof Bertold von Würzburg verleibte die Pfarrei Hollerbach 1277 mit all ihren Einkünften dem Kloster Amorbach ein.
Der Abt von Amorbach erlaubte 1286 dem Ritter Weiprecht Rüdt von Rüdenau, auf dem Kalkfelsen über dem Dorf Bödigheim eine Burg zu errichten. Bischof Wolfram von Würzburg unterstellte 1330 die neu gegründete Pfarrei Hausen (Waldhausen) mit den beiden Filialen Oberscheringen und Einbach dem Kloster Amorbach.
Abt Friedrich Feyser ließ 1395 das Urbar der Benediktinerabtei Amorbach (Güter- und Rechtsverzeichnis) anlegen. Das Klosterurbar gibt Einblick in die Rechte des Klosters und die Lasten und Pflichten der abhängigen Bauern.
Schon seit dem späteren 12. Jahrhundert hatte in Amorbach ein allmählicher Niedergang des klösterlichen Lebens eingesetzt, sodass der Mönchskonvent im Spätmittelalter zu einem ausschließlichen Adelskloster wurde. Dem im 14. Jahrhundert fortgeschrittenen Verfall des monastischen Lebens in Amorbach begegneten die Äbte in der ersten Hälfte des 15. Jahrhunderts mit wirkungsvollen Reformen, ohne dass sich Amorbach deswegen einer klösterlichen Reformkongregation anschloss. So stellte Abt Dietrich II. von Kuntich (1406–1428) die Klosterzucht wieder her mit einer Rückbesinnung auf die alten Benediktinerregeln. Von da an stand das Kloster nicht mehr nur Adligen, sondern auch für „arme lute kind“ offen. Abt Heinrich II. (1428–1456), ein Neffe von Dietrich, erreichte in seiner Amtszeit die wirtschaftliche Gesundung der Abtei, womit die Konsolidierung des Klosters erreicht war.
Abt Jakob Zweifel (1517–1532) ließ während seines Abbatiates Ausbesserungen an der Kirche vornehmen. Das Kloster bezog von über 100 Orten zwischen Main und Jagst Einkünfte und war dort in 19 Dörfern Vogteiherr. Zahlreiche Pfarreien in einem weiten Umkreis unterstanden dem Kloster und waren die Grundlage seiner reichen Zehnteinkünfte.
Während des 16. Jahrhunderts erstürmte dann 1525 die Bürgerschaft im Bauernkrieg an der Seite der aufständischen Bauern unter Götz von Berlichingen die Abtei und plünderte sie.
In einem für Benediktiner ungewöhnlichen Umfang widmete sich das Kloster neben seiner Grundherrschaft auch der Seelsorge. Zeitweilig betreuten die Patres bis zu 40 Pfarreien. Pfarreien im Einflussbereich des Adels schlossen sich der Reformation an.
Abt Theobald Gramlich von Scheringen (1556–1584) sorgte auch mit militärischem Druck dafür, dass Pfarreien in seinem Einflussbereich nach dem Augsburger Religionsfrieden beim katholischen Bekenntnis und der alten Kirche blieben (Gegenreformation).
Zwischen 1618 und 1648 (Dreißigjähriger Krieg) kam es (besonders 1631 durch die Schweden) zu Durchmärschen, Einquartierungen, Plünderungen und Erpressungen. 1632 bis 1634 wurde das Kloster sogar aufgehoben. Der Besitz wurde dem Grafen Ludwig I. von Erbach übertragen.
Der von 1639 bis 1674 amtierende Abt Placidius Fleck war nach dem Westfälischen Frieden um 1650 mit der Situation konfrontiert, dass viele Dörfer ausgestorben oder dezimiert waren. Durch das Wegbrechen der wirtschaftlichen Grundlage geriet das Kloster in einen desolaten Zustand. Anno 1651 gab es nur noch 11 Mönche.
1656 kam es zu einem Vertrag zwischen den Hochstiften Würzburg und Mainz über Gebietsbereinigungen. Amorbach das bereits weltlich zum Mainzer Kurstaat gehörte, geistlich aber dem Bistum Würzburg zuzählte, kam nun auch kirchlich zum Erzbistum Mainz. Kurfürst-Erzbischof Johann Philipp von Schönborn schränkte die Rechte der Klöster Bronnbach und Amorbach zu Gunsten der fürstbischöflichen Gewalt ein (Absolutismus).
Um 1660 bis 1670 wurde der zum Schlossplatz hin liegende Gebäudetrakt mit Abtswohnung, Kellerei und Gästehaus gebaut. 1674 bis 1713 amtierte erfolgreich Abt Cölestin Mann. Bei seinem Tod anno 1713 gab es wieder 41 Mönche.

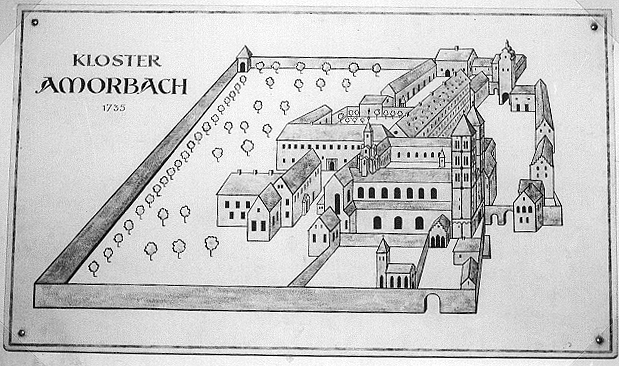
Die Benediktinerabtei Amorbach 1735

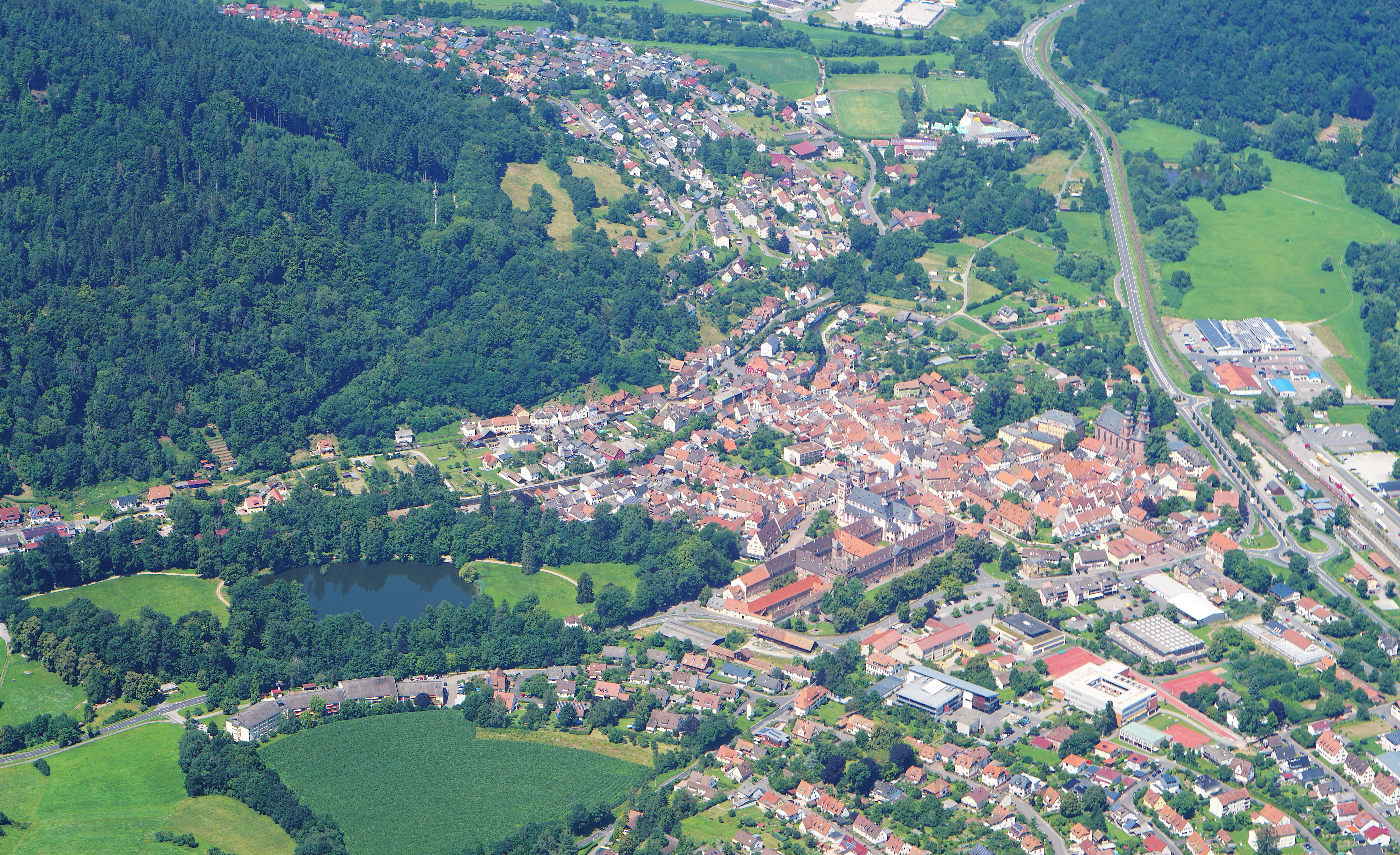
Amorbach von Südosten nach Nordwesten

Im Abbatiat von Abt Engelbert Kinbacher (1728–1753) wurde 1734 die 1000-Jahr-Feier der Klostergründung festlich begangen. Ebenso erfuhr in Kinbachers Regierungszeit in den Jahren 1742 bis 1747 die Abteikirche ihre Umgestaltung im Stil des Barock/Rokoko. Bauleiter war der Mainzer Hofarchitekt und General Maximilian von Welsch, Ideengeber Anselm Franz Freiherr von Ritter zu Groenesteyn, die Umsetzung der Pläne wurde durch Ingenieurfähnrich Alexander Jakob Schmitt unter dem Einfluss des Mainzer Architekten Johann Valentin Thoman vollzogen. Ab 1743 wurde Franz Häffele die Bauführung für den Umbau übertragen, nachdem den Plänen von Johann Maximilian von Welsch der Vorzug gegeben worden war. Dies ist durch das große Fresko des Freskenmalers Matthäus Günther im Langhaus der Abteikirche belegt, das Häffele als Bauführer mit einem Längenmaß und Dreispitz zeigt. Der Grundriss schloss sich an den der alten Kirche (Kreuzform) an. Das dreischiffige Langhaus war nun breiter als die beiden Türme, die man beibehielt. Die Türme erhielten neue Kuppelhauben. Der Chor wurde verlängert. Der neue Bau wurde höher und erhielt durch größere Fenster mehr Licht. Das Querhaus erhielt zwei Glockentürme. Künstlerisch wirkten die Wessobrunner Stuckatoren Johann Michael Feichtmayr und Johann Georg Üblhör sowie der Peißenberger Freskomaler Matthäus Günther, der die Augsburger katholische Akademie leitete.
1753 bis 1778 amtierte Abt Hyazint Breuer, 1778–1803 war Abt Benedikt Külsheimer der letzte Abt des Klosters. 1782 erhielt die Kirche eine neue Orgel mit 45 Registern von den Brüdern Stumm aus dem Hunsrück.
In den Jahren 1783 bis 1787 entstanden nicht nur ein neuer Konventsbau und eine neue Prälatur, sondern nur wenige Jahre vor dem Ende des Alten Reichs bauten die Amorbacher Benediktiner zudem eine neue Bibliothek und einen Festsaal (Grüner Saal) im Amorbacher Zopfstil, einer Spielart des Frühklassizismus.

## Neuere Zeit
Im Jahr 1803 wurde die Abtei säkularisiert. Die 24 Benediktinermönche mussten das Kloster verlassen. Die Fürsten von Leiningen erhielten den Klosterbesitz als Entschädigung für ihre Stammlande in der Pfalz, die in den Revolutionskriegen an Frankreich gefallen waren. Die weiträumigen Gebäude der aufgehobenen Abtei waren der Anlass, dass Amorbach als Residenz des neuen Fürstentums gewählt wurde. Die bis zur Vertreibung der Mönche aus dem Kloster katholische Abteikirche diente dem Fürstenhaus seit 1803 als evangelisch-lutherische Hofkirche.
1803 bis 1806 kam es zu Grenzscharmützeln und Plünderungen im Wechselspiel zwischen den Grafen Erbach und dem Fürstenhaus Leiningen. Der ehemalige Klostergarten wurde zwischen 1805 und 1817 von Friedrich Ludwig Sckell zu einem Landschaftspark im englischen Stil, dem so genannten Seegarten, umgestaltet.
1806 wurde das junge Fürstentum Leiningen durch das Großherzogtum Baden mediatisiert. 1810 kam das Gebiet um Amorbach an das Großherzogtum Hessen und 1816 an das Königreich Bayern.

### Bibliothek und Festsaal (Grüner Saal)
Die bedeutende Amorbacher Klosterbibliothek wurde 1851 versteigert, Handschriften aus ihr gelangten bis nach Kapstadt, Moskau und New York.
In den Bücherschränken steht heute die ca. 35.000 Bände umfassende Bibliothek der Fürsten zu Leiningen.

## Evangelische Kirche
Seit 1861 ist die ehemalige Klosterkirche eine evangelisch-lutherische Kirche. König Max II. erteilte seine Zustimmung. Die heutige Kirche steht unter dem Patronat des Fürsten zu Leiningen.

## Pfarreien
Die Abtei Amorbach war Patronatsherr in folgenden Kirchengemeinden und hatte das Recht der Pfarreibesetzung in
- Amorbach
- Bödigheim
- Buchen
- Eberstadt (von Buchen 1350 abgetrennt)
- Hainstadt (von Buchen 1340 abgetrennt)
- Hesselbach (Kapelle)
- Hettingen (von Buchen 1353 abgetrennt)
- Hettigenbeuern (von Buchen 1306 abgetrennt)
- Hollerbach (von Bödigheim 1277 abgetrennt)
- Kirchzell
- Limbach (von Hollerbach 1426 abgetrennt)
- Mudau (von Hollerbach wahrscheinlich 1426 abgetrennt)
- Reichartshausen (Kapelle 1263)
- Schneeberg (1474 Neubau Kapelle)
- Steinbach (1407 Kapelle)
- Walldürn
- Watterbach (1429 Kapelle)
- Weckbach (1485 Kapelle)
- Weilbach (Kapelle)

## Fronhöfe
Dem Kloster unterstanden Fronhöfe in
- Otterbach
- Boxbrunn (Neidhof)
- Schneeberg
- Hesselbach
- Kirchzell
- Neubrunn (jetzt Ernsttal)
- Mudau (Atzhof)
- Buchen
- Schloßau (Schöllenbacher Hof)

## Liste der Äbte von Amorbach
- Amor, um 755–767
- Suitbert, 767–775
- Patto, 775–785
- Danko, 785–788
- (Kortila)
- (Isinger)
- Haruch, ?–808
- Helingand, 808–830
- Hertulf, 830–841
- Spatto, 841–861
- Dietrich I., 861–870
- Godebold, 940?–960
- Giselher, 960–989
- Otto I., 990–1012
- Richard I., 1012–1039 (ab 1018 auch Abt des Klosters Fulda und dort 1039 verstorben. Sein Grab befindet sich in der Klosterkirche am Neuenberg).
- Walter, 1039
- Ezzelin, 1039
- Bruno, 1039–1085
  - Johannes, Usurpator, 1085
- Leonhard, 1103–1110
- Gotebold, um 1138
- Adelhelm, 1140–1150
- Otto II., 1157, † um 1162
- Ludwig, 1162–1168
- Richard II., um 1197
- ?, ?–1234
- Gottfried I., 1234–1256
- Wipert, 1256–1264?
- Heinrich I. von Hepffingen, ?–1284
- Konrad von Schweinberg, 1284–1298
- Friedrich I., 1298–1307
- Herman, 1308–1312
- Gerhard, 1312–1316
- Otto III., 1316–1318
- Eberhard Rüdt von Collenberg, 1318–1341
- Gottfried II. von Lurcz, 1341–1373
- Friedrich II. Feyser, 1373–1397
- Boppo von Allezheim, 1397–1406
- Dietrich II. von Kunnich, 1406–1428
- Heinrich II. von Kunnich, 1428–1456
- Jobst I. von Wilnbach, 1456–1466
- Johann I. von Babenhausen, 1466–1484
- Johann II. Schwab, 1484–1503
- Peter Winter, 1503–1517
- Jakob Zweiffel, 1517–1532
- Valentin Eschwing, 1532–1542
- Matthäus Hamen, 1542–1546
- Jobst II. Stromenger, 1546–1556
- Theobald Gamblich, 1556–1584
- Johann III. Baumann, 1584–1617
- Erhard Leyendecker, 1617–1635
- Kraft Brucher, 1635–1639
- Placidus Fleck, 1639–1674
- Cölestin Mann, 1674–1713
- Sanderad Breunig, 1713–1725
- Joseph Haberkorn, 1725–1727
- Engelbert Kinbacher, 1727–1753
- Hyacinth Breuer, 1753–1778, † 1794
- Benedict Külsheimer, 1778–1803

(Quelle: Max Wilberg: Regententabellen, 1906)

## Sehenswürdigkeiten

### Abteikirche
- Barocke Klosterkirche mit Rokoko-Stuck, geschaffen von den Wessobrunner Stuckateuren Johann Michael Feuchtmayer d. J. und Johann Georg Üblhör
- Freskenzyklus von Matthäus Günther mit insgesamt 23 hellen und farbenfrohen Fresken
- Hochaltar mit sechs Marmorsäulen und Altarbild von Matthäus Günther: Aufnahme Mariens in den Himmel
- Doppelläufige, blattvergoldete Rokoko-Kanzel von dem Würzburger Holzbildhauer Johann Wolfgang van der Auvera
- Schmiedeeisernes Chorgitter im frühen Rokokostil, welches ehemals Mönche und Laien bei der Andacht trennte
- Achtstimmiges historisches Geläute, darunter zwei Zuckerhutglocken im Nordwestturm, drei gotische Glocken im Südwestturm und drei Barockglocken im südlichen Querhausturm

### Orgel der Abteikirche

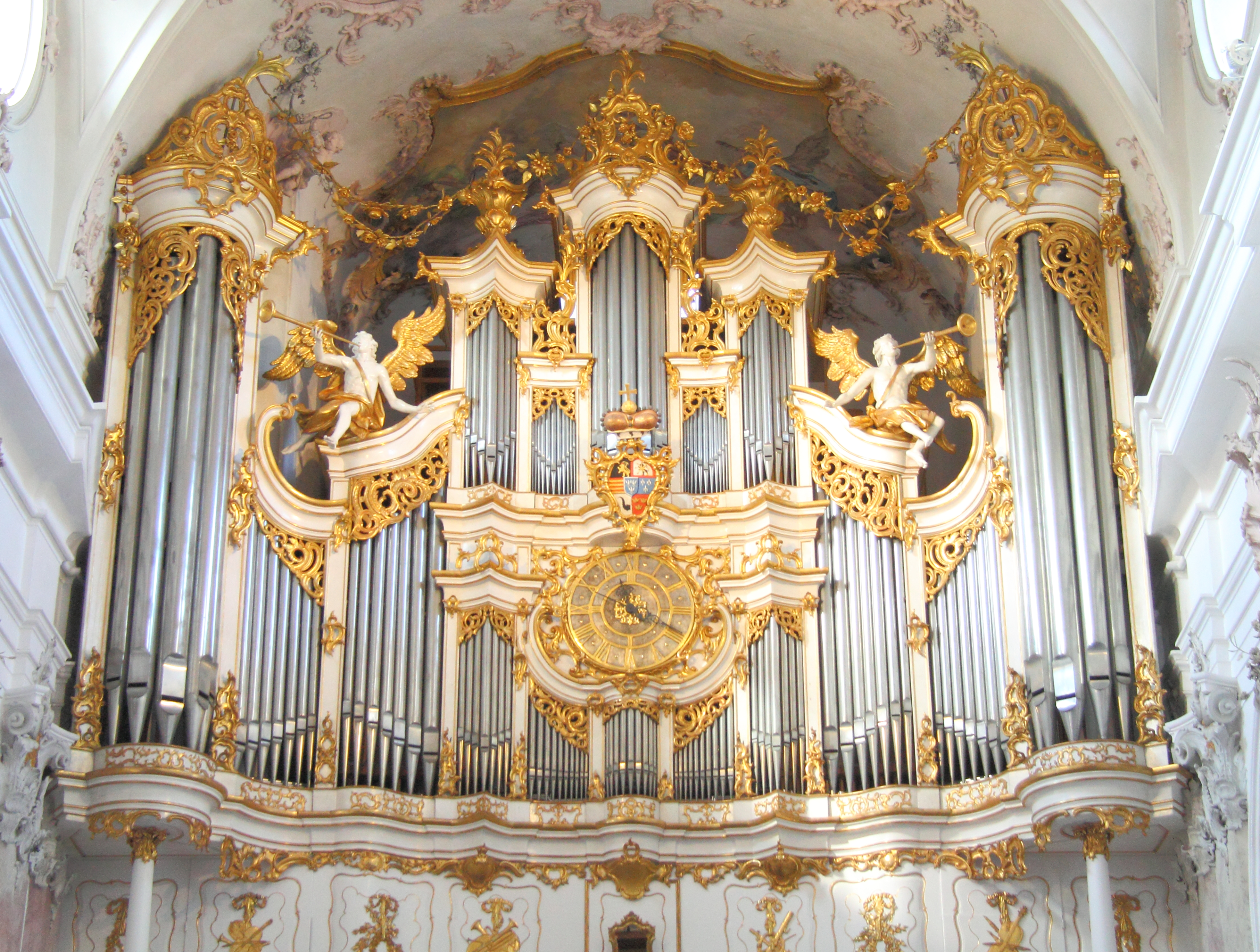
Stumm-Orgel von 1782

Die Orgel der Abteikirche wurde 1782 nach achtjähriger Bauzeit von den Brüdern Johann Phillip und Johann Heinrich Stumm (Sulzbach bei Rhaunen im Hunsrück) vollendet. Sie besaß ursprünglich 45 Register auf drei Manualen und Pedal. Das Gehäuse wurde von den Gebrüdern Schäfer (Karlstadt am Main) erbaut. Im Amorbacher Werk, dem größten im 200-jährigen Wirken der Orgelbau-Dynastie Stumm, konnte das stummsche Stil- und Klangideal uneingeschränkt verwirklicht werden.
1868 wurde das Instrument von Georg Friedrich Steinmeyer aus Oettingen umgebaut. Dabei wurden die Schleifladen entfernt und Kegelladen eingebaut. Bei einer ersten Restaurierung 1936 durch G. F. Steinmeyer & Co. wurden im Geiste der Orgelbewegung etliche Register ausgetauscht und erneut historische Substanz zerstört. 1964 erfolgte eine Teilrestaurierung, erneut durch Steinmeyer, 1982 ein Erweiterungsumbau durch Steinmeyer und Klais.
Hinter dem beeindruckenden 16-feldrigen Prospekt mit seinen 124 klingenden und bis zu fünf Meter langen Zinnpfeifen befinden sich Hauptwerk, Positiv und Echo mit der originalen Disposition auf rekonstruierten Schleifladen. Das Pedalwerk steht frei dahinter. Wiederum dahinter ist in drei Etagen das 1982 hinzugefügte Schwellwerk aufgestellt. Es enthält eine Zusammenstellung von 1868 und danach gefertigten Registern mit einem der französischen Orgelromantik verpflichteten Klangcharakter. Von den 45 Registern von Stumm sind heute nur noch 16 ganz und 6 weitere größtenteils erhalten. Die Orgel verfügt seit der Erweiterung über 66 Register (5116 Pfeifen) und ein Glockenspiel, verteilt auf vier Manuale und Pedal.
| I Echowerk C–g3 |                |       |
| 1.              | Hohlpfeife     | 8′    |
| 2.              | Flaut          | 4′    |
| 3.              | Gämsenhorn     | 4′    |
| 4.              | Oktav          | 2′    |
| 5.              | Quint          | 1 ⁄3′ |
| 6.              | Flageolet      | 1′    |
| 7.              | Krummhorn      | 8′    |
| 8.              | Hautbois Disc. | 8′    |
| 9.              | Vox humana     | 8′    |
|                 | Tremulant      |       |

| II Hauptwerk C–g3 |                   |       |
| 10.               | Prinzipal         | 16′   |
| 11.               | Bourdon           | 16′   |
| 12.               | Oktav             | 8′    |
| 13.               | Gedackt           | 8′    |
| 14.               | Quinta Töne       | 8′    |
| 15.               | Viol di Gamb      | 8′    |
| 16.               | Super Oktav       | 4′    |
| 17.               | Klein Gedackt     | 4′    |
| 18.               | Quint             | 2 ⁄3′ |
| 19.               | Oktav             | 2′    |
| 20.               | Cornet V          | 8′    |
| 21.               | Mixtur VI         | 2′    |
| 22.               | Cymbal III        | 1′    |
| 23.               | Trompet           | 8′    |
| 24.               | Vox angelica Bass | 2′    |

| III Positiv C–g3 |               |        |
| 25.              | Prinzipal     | 8′     |
| 26.              | Flaut Travers | 8′     |
| 27.              | Grob Gedackt  | 8′     |
| 28.              | Solicinal     | 8′     |
| 29.              | Oktav         | 4′     |
| 30.              | Rohr Flaut    | 4′     |
| 31.              | Quint         | 2 ⁄3′  |
| 32.              | Super Oktav   | 2′     |
| 33.              | Terz          | 1 3⁄5′ |
| 34.              | Mixtur IV     | 1′     |
| 35.              | Krummhorn     | 8′     |
| 36.              | Vox humana    | 8′     |
|                  | Tremulant     |        |
|                  | Glockenspiel  |        |

| IV Schwellwerk C–g3 |                      |       |
| 37.                 | Bourdon              | 16′   |
| 38.                 | Geigenprinzipal      | 8′    |
| 39.                 | Flûte harmonique     | 8′    |
| 40.                 | Bourdon              | 8′    |
| 41.                 | Viola di Gamba       | 8′    |
| 42.                 | Vox coelestis        | 8′    |
| 43.                 | Geigenprinzipal      | 4′    |
| 44.                 | Konzertflöte         | 4′    |
| 45.                 | Piccolo              | 2′    |
| 46.                 | Sesquialtera II      | 2 ⁄3′ |
| 47.                 | Plein jeu V          | 2′    |
| 48.                 | Grobmixtur XII-XVI   | 2′    |
| 49.                 | Basson               | 16′   |
| 50.                 | Trompette harmonique | 8′    |
| 51.                 | Hautbois             | 8′    |
| 52.                 | Clairon              | 4′    |
|                     | Tremulant            |       |

| Pedal C–g1 |                 |     |
| 53.        | Offener Bass    | 16′ |
| 54.        | Subbass         | 16′ |
| 55.        | Violonbass      | 16′ |
| 56.        | Oktavbass       | 8′  |
| 57.        | Cello           | 8′  |
| 58.        | Super Oktavbass | 4′  |
| 59.        | Flötenbass      | 4′  |
| 60.        | Mixturbass VI   | 2′  |
| 61.        | Posaune         | 32′ |
| 62.        | Posaunenbass    | 16′ |
| 63.        | Fagottbass      | 16′ |
| 64.        | Basstrompete    | 8′  |
| 65.        | Klarinetbass    | 4′  |
| 66.        | Cornetbass      | 2′  |

- Koppeln: I/II, III/II, IV/II, IV/I, IV/III, II/P, IV/P

### Konventbau
- Grüner Saal: klassizistischer Konzertsaal mit Stuck von Johann Sebastian Barnabas Pfaff von 1792 und Andreas Dittmann von 1793
- Fürstlich Leiningensche Bibliothek Amorbach: Klosterbibliothek mit Galerie, beherbergt die Bibliothek des Fürsten zu Leiningen, die 35.000 Bände werden in 100 Bücherschränken aufbewahrt. Beachtenswert ist das Deckenfresko, das allegorisch die Wissenschaften, die Weisheit und die Tugend in Frauengestalten darstellt.

### Seegarten

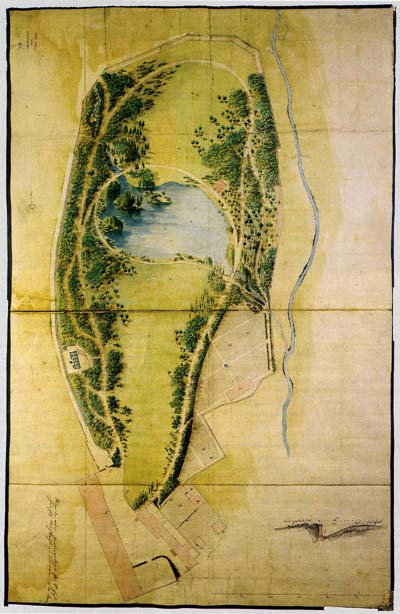
Friedrich Ludwig Sckell: Plan des Parks von Amorbach

- Ehemaliger barocker Klostergarten, 1803–1804 von Friedrich Ludwig von Sckell zu einem Landschaftsgarten umgestaltet.